# Tibni
Tibni (hebr. תבני) − syn Ginaty, według 1 Krl 16,21.22 jeden z rywali do tronu Izraela po zamordowaniu Eli przez Zimriego. 
Po obaleniu Zimriego przez Omriego Izrael podzielił się na zwolenników Omriego i zwolenników Tibniego. Ocenia się, że wojna domowa mogła trwać 4-5 lat. Tibni w końcu został pokonany, a królem został Omri. Albright datuje czas jego panowania na lata 876 – 871 p.n.e., podczas gdy Thiele na lata 885 – 880 p.n.e.
Imię Tibni jest wyjaśniane jako „budowa Jahwe”, w Septuagincie zostało sparodiowane jako Tabni (słomiany człowiek) i na tej podstawie niektórzy sugerują, że Tibni to tylko przydomek.